# Santuario de la Virgen del Acebo

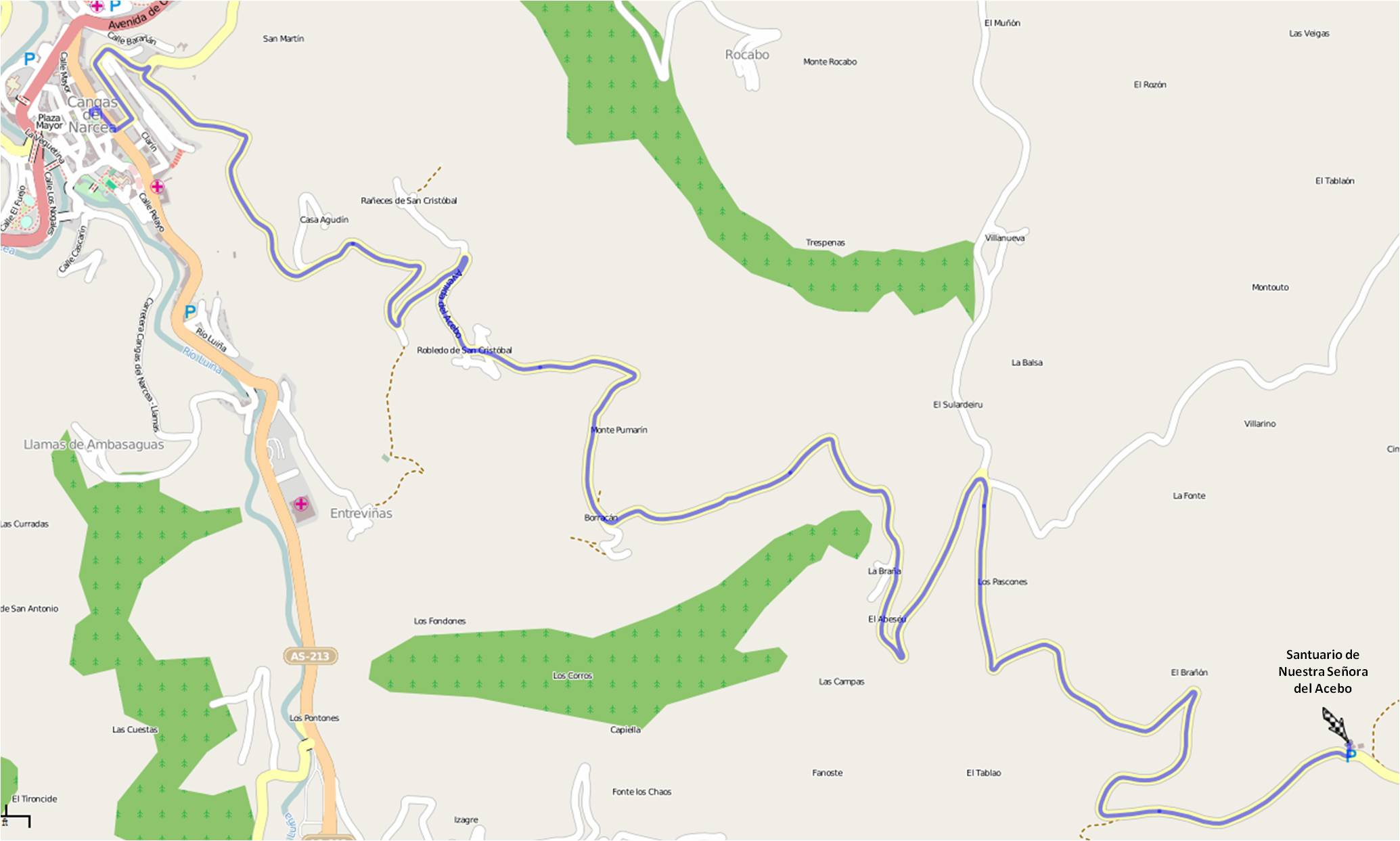
Planta de la ruta Cangas del Narcea al Santuario de la Virgen del Acebo.

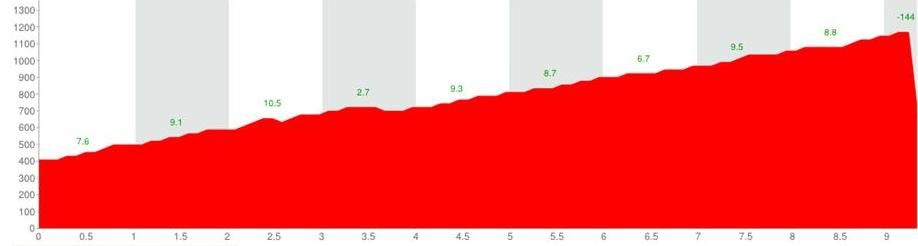
Perfil de altimetría de subida al Santuario de la Virgen del Acebo.

El Santuario de la Virgen del Acebo, llamado también Santuario de Nuestra Señora del Acebo, está construido sobre la cumbre de un monte a una altitud de 1174 m s. n. m., que forma parte de la llamada sierra del  Acebo. Tal situación le otorga unas excelentes vistas, pues se divisa fácilmente el puerto de Leitariegos, una buena parte de las montañas que forman el macizo occidental de la Cornisa Cantábrica y en los días despejados, hacia el norte, la mar. Administrativamente depende en la parroquia de Linares, donde está ubicado, perteneciente al concejo asturiano de Cangas del Narcea (España). Eclesiásticamente depende de la parroquia de Santa María Magdalena del Acebo y del arciprestazgo de Cangas del Narcea.
Este concejo de Cangas del Narcea es uno de los más ricos en recursos económicos, donde sobresale la minería y la agricultura. Es el más extenso de Asturias y el segundo de España. En esta zona está la reserva boscosa de Muniellos con una extensión de unas 3300 ha y alrededor de un millón de árboles donde predomina el acebo junta al haya y el roble en menor cantidad. También es un concejo rico en linajes e hidalguías, ya que, después de Oviedo, es el de «mayor número de linajes con piezas armeras...; no en balde sus hidalgos de armas poner y pintar llegaban casi al centenar».
Está a unos 12 km de Cangas del Narcea y para acceder a él hay que recorrer la Avenida del Acebo y pasar los pueblos de Robledo de San Cristóbal, Borracán y Vegalapiedra. Al final de esa carretera está el Santuario. Por su exigente subida, ha sido fin de etapa ciclista de la Vuelta a Asturias y de la Vuelta a España varias veces, así como de diversas marchas cicloturistas. El perfil longitudinal o altimetría muestra la dureza de esta subida. La longitud de la ascensión es de 9,3 km, el desnivel acumulado en subida es de 811 m, la pendiente media es el 8,7 % y el coeficiente de dificultad es 198, con lo que esta subida cicloturista está catalogada como del tipo «2a», es decir, puerto de segunda categoría de más dureza.

## Historia
El patrimonio artístico del concejo es de gran importancia, puesto que tiene la Basílica Menor de Cangas, el Monasterio de Corias y veintiuna iglesias románicas, contándose entre todos ellos una multitud de imágenes y retablos. Sin embargo, no se tienen noticias de la primera ermita, de factura rústica, que estaba situada en el lugar donde se encuentra el actual Santuario.
El único dato acerca de la historia de esta ermita llega a través de esta breve reseña del historiador Luis Alfonso de Carballo: 

«...en tierras de Cangas de Tineo, en la cumbre de un alto monte... en un sitio que llaman el Acebo, había una antiquísima ermita de Nuestra Señora, sin memoria de su primera fundación, tan pequeña, y baja, que era necesario bajar la cabeza al entrar por la puerta... tan pobre, que solo en el altar había la imagen de Nuestra Señora, y una cruz de palo,... tan olvidada y desamparada, que aún no se sabía en qué feligresía estaba...».

Respecto a la posible aparición de la Virgen sobre un acebo no existe dato histórico alguno. La advocación viene, más bien, por el lugar: la «Sierra de los Acebales».

## Estructura y arquitectura
La difusión rápida, como reguero de pólvora, de los milagros acaecidos en el Acebo llegó a todos los pueblos de Asturias. A partir de este momento la pequeña ermita se convirtió en lugar de peregrinación y oración creciente hasta ser multitudinaria, por lo que se llegó a la conclusión de que hacía falta levantar un templo más grande y digno. Y así lo hicieron los cangueses: Se construyó el santuario de «Nuestra Señora de las Virtudes del Acebo» sobre el mismo solar donde estaba la ermita. Tardaron solo quince años en construirlo desde que tuviera lugar el primer milagro, ya que este sucedió en 1575 y el santuario se terminó en el año 1590.
El cronista Luis Antonio de Carvallo describe de forma concisa y concreta la composición del edificio de la siguiente manera: «... creciendo la devoción y las limosnas, se edificó un templo, harto bueno, con su torre y colaterales, y muy bien proveída la sacristía de ornamentos y recados para los oficios divinos y siete lámparas de plata...». La factura y plano del santuario no han cambiado en lo esencial. Tiene forma de cruz latina, con una torre cuadrada de escasa altura, orientado hacia occidente. La construcción es de piedra pulida y muy sobria. Cumplió su cuarto centenario en 1990 e inició la quinta centuria de vida.

### Imagen de la Virgen
El cronista Carvallo no dejó ningún dato acerca de la imagen y sus características. Sin embargo, se disponen de datos muy concretos, recogidos por el Padre Alberto Colunga, dominico, y que la describe así: «En su forma primitiva era de talla y estaba sentada en un trono, y sobre la rodilla izquierda tenía sentado el Niño, que miraba hacia adelante, con la mano derecha daba la bendición y con la izquierda sostenía un libro.» Tiene una flor en una mano. La estatua original se remonta, probablemente, al siglo XIII según indica el sacerdote e investigador de templos marianos de Asturias, Florentino Fernández Álvarez. Con el paso del tiempo la imagen sufrió retoques, a veces no muy afortunados, siendo lamentablemente mutilada para adecuar la figura a la moda de entonces de vestir a las imágenes. Por esta razón, la imagen de hoy no es la descrita por el padre dominico Alberto Colunga que la describió de talla completa. Tampoco la imagen del Niño Jesús es de la misma época que la de la Virgen.
A pesar de ello siempre queda al peregrino el consuelo de ver la misma cara de la Virgen que la que vieron los primeros adoradores en el siglo XIII. Aunque el estilo románico presente las imágenes con un estilo de cierto hieratismo, la cara no carece de belleza; los ojos no miran hacia abajo, sino al peregrino, de frente, directamente al peregrino. En el año 1721 se adquirió una imagen que llamaban «Excusadora» o «de las excusas» para sacarla en procesiones sin que sufriese deterioro la original. Esta imagen ha sido mejorada en varias ocasiones, sobre todo en el año 1898. Actualmente lleva corona de plata.

### Retablo
La imagen de la Virgen, que hoy en día es de vestir, está situada en el centro del retablo realizado por Manuel de Ron y Llano, natural de Peján (Cangas del Narcea). El retablo, que fue valorado en 10 410 reales, lo terminó en el año 1691. En 1709 se acometieron las obras de dorado del retablo, que fueron confiadas a Juan Menéndez Arellana, vecino de Cangas del Narcea, por un importe de 13 500 reales.

### Capillas de Cristo Crucificado y de Santa Ana
En la capilla colateral de la derecha hay una talla excelente del Cristo Crucificado realizada en el siglo XVII por Luis Fernández de la Vega, escultor gijonés, máximo representante de la escuela barroca asturiana. La imagen tiene una altura de 1,74m, incluida la calavera situada debajo de los pies del Crucificado hasta la inscripción «INRI» de la parte superior. La anchura de punta a punta de los dedos de las manos es de 1,52 m.
En la capilla colateral izquierda, la capilla de Santa Ana, hay un retablillo en relieve representando el Nacimiento del Señor con la Virgen y Santa Ana (su madre) en la parte superior. Se trata de una obra procedente de Filipinas datada en el siglo XVIII. Es precisamente en esta capilla donde se colocan los exvotos que llevan los fieles que han recibido favores por mediación de la Virgen del Acebo y que se cuentan por cientos. Ambas capillas poseen notables retablos manieristas.

### Reja del arco de triunfo
La reja está situada entre el presbiterio y el resto de la nave. Es de gran belleza artística y su autor fue Juan Orejo. También merece la pena destacar las dos pequeñas tallas de la época barroca de San José y San Miguel.

## Favores y milagros antiguos
A continuación se relatan los hechos tal y como ocurrieron según indican los testigos, sobre todo el cronista y estudioso de estos temas, que los vivió muy de cerca al ser los hechos coetáneos a él, el Padre Jesuita Luis Alfonso de Carvallo.
En su día existió, junto a otros libros del santuario, el «Libro de los Milagros» mencionado así por el investigador historiográfico Fermín Canellas: «Se custodia en la misma capilla un manuscrito del año 1580 con muy interesante Relación de los milagros obrados por la Virgen del Acebo, santuario de la parroquia de Linares» sin entrar a formar juicios de valor.

### Primer milagro de la Virgen. Ocho de septiembre de 1575
Reinaba en España Felipe II. El relato de los testigos dice así: 

«En el año de 1575, día de Nuestra Señora de Septiembre, fue a visitar aquel santo lugar María de Noceda,... que desde niña tenía una pierna seca, y pegada la pantorrilla con el muslo, y así andaba sobre dos muletas, y con mucho trabajo. Y oyó la Misa que en dicha Ermita dijo Melchor de Carvallo, que con Gonzalo Rodríguez de Cangas, y otras personas devotas habían ido a visitar a Nuestra Señora... y acabada la Misa empezó a gritar María de Noceda de un gran dolor que sentía en la pierna... y vieron que se le había despegado, y puesto al igual que la otra sana, y como estaba seca, y débil, no pudo luego tenerse sobre ella... más trayéndola con una devota procesión alrededor de la Ermita, a pocas vueltas quedó la pierna buena, y tan llena y sana como la otra... y de allí en adelante quedó sin cojera alguna... y la llamaban María Santos...; con cuya fama comenzó la Ermita a ser frecuentada de mucha gente, que venía a pedir socorro a Nuestra Señora...».

### Juan Fernández de Carceda
Según la misma crónica anterior «Este mismo año a tres de mayo, Juan Fernández de Carceda, vecino del concejo de Valdés, vino en un rocín a visitar esta santa ermita, y siendo tan cojo, que no podía andar por sus pies, apeándole del rocín, y metiéndole en la Iglesia, fue sano de repente, y se volvió en sus pies para su casa, publicando el milagro.»

### Joven coja
«El licenciado Mendoza hizo averiguación de otra moza coja, que sanó la Madre de Dios. Perdiéronse los papeles, y solo halló este milagro en los memoriales de los demás, sin decir el nombre, ni el tiempo de cuando sucedió.»

### Álvaro Pérez de Cadavedo
«Álvaro Pérez de Cadavedo, estando paralítico, vino en romería a este santo lugar el 16 de mayo de 1581, y volvió sano para su casa, sin haber aplicado otro algún remedio temporal.»

### Joven tullida y muda
«El mismo día sanó milagrosamente una moza tullida y muda, no dice el nombre el memorial.»

### María Sánchez
«El 8 de junio de 1586, María Sánchez, hija de Pedro Sánchez, coja, fue sana milagrosamente en esta santa ermita.»

### El sacerdote Diego Álvarez
«Diego Álvarez, cura de Robledo de Villadamor, en tierra de Riello, estando muy enfermo de los tobillos, sin poder menearse en sus pies, vino a caballo a esta santa ermita el quince de septiembre de 1583, en donde repentinamente se halló sano.»

### El hijo de Alonso Rodríguez
«Un mancebo, hijo de Alonso Rodrígues de Mieldes, concejo de Cangas, se tulló de un aire corrupto, sin poder menearse, y delante del Altar de Nuestra Señora del Acebo quedó sano de repente.»

### Mateo de Ayones
«Tullose en los brazos de cierta enfermedad Mateo de Ayones, y habiendo ido a curarse a varias partes, no halló remedio, sino en esta santa ermita, donde milagrosamente fue sano el siete de junio de 1578.»

### Mozo mudo
«Por mayo de 1588, habló súbitamente un mozo de Luarca, mudo, y conmigo aprendió después a leer en la escuela de Cangas, y en memoria del milagro le llamábamos Juan de Santa María.»

### Otro mozo mudo de nacimiento
«Otro mozo mudo, también desde su nacimiento, criado de María Carballo de Santianes de Tuña, habiéndole traído su ama a tomar novenas a esta santa ermita, habló y oyó milagrosamente; y examinándole yo mismo, me dijeron cómo la primera cosa que había oído habían sido las campanas de Nuestra Señora del Acebo tocándose al alba; y no tuve por menor milagro el que con tanta brevedad supiese los nombres de las cosas que jamás había oído nombrar.»
El cronista de estos hechos termina diciendo: «Dejo otros muchos y maravillosos milagros, por no ser largo...» y solo enumera a modo de titular las enfermedades y males de los que habían sido curadas muchas personas de su época y que él mismo presenció, relató y trató. También comenta a mitad de sus relatos que eran tantos los que curaban de sus cojeras «que no se cuidaba de escribirlos» y que solamente, a modo de testimonio, los curados dejaban colgadas sus muletas en la iglesia, que hay en gran número.

## Favores y milagros recientes
La lista de favores y milagros no se han reducido a épocas muy lejanas en el tiempo, sino que recientemente la Virgen del Acebo sigue derramando sus favores.

### José Martínez, de Villarino de Limés
Iba este hombre, en 1941, acompañado de su hijo, montado en un carro lleno de centeno arrastrado por cuatro vacas. En un descuido, ellos, las vacas y el carro cayeron por un enorme precipicio. Viéndose a las puertas de la muerte, José gritó: «Virgen del Acebo, te ofrezco un cordero mientras viva». Tanto José como su hijo y el ganado salieron ilesos; José cumplió su promesa mientras vivió y, después de morir, su hijo continuó con la promesa entregando anualmente al santuario, para su mantenimiento, el importe de un cordero.

### Mujer testigo de Jehová
En la década de los años 70 del siglo XX, María Álvarez Fernández, vecina de Fonceca, coincidió durante su estancia en un hospital con una mujer que era testigo de Jehová, cuyo hijo estaba gravísimo y prácticamente desahuciado. María le recomendó que rezara a la Virgen del Acebo y prometiera a la Virgen llevar a su hijo al santuario cuando curase. Lógicamente aquella señora ponía dificultades y se resistía; mientras tanto María rezaba cada vez con mayor intensidad. Al final la madre del niño cedió y el hijo enfermo, sin explicación médica alguna, sanó repentinamente. La madre y toda la familia del niño se convirtieron y son muy devotos de la Virgen del Acebo.

### Emilio Álvarez, vecino de Limés
Emilio quedó con todo el cuerpo atrapado en la mina excepto la cabeza, en el año 1984. Sin poder moverse dijo a la Virgen: «Virgen del Acebo, ya no podré ver más a mi familia». Enseguida llegaron sus compañeros y lo sacaron. Inmediatamente cayó sobre el lugar donde estaba enterrado una tan gran cantidad de tierra y piedras que le hubiera producido la muerte.

### Una señora de Madrid
Un día del verano de 1987 llegó una señora de Madrid con su hijo pequeño enfermo y con su chófer. Asistió a la Santa Misa que celebró el párroco de Cangas del Narcea don Jesús Bayón Rodríguez. La señora le comentó al final de la Misa a don Jesús que el motivo de su visita era la de cumplir una promesa hecha a la Virgen del Acebo de la cual le habían hablado los porteros de su casa de Madrid. Estos sugirieron que hiciera una novena a la Virgen pidiendo la curación del hijo que había sido desahuciado por médicos de Madrid y de Alemania. Al finalizar la novena, el hijo estaba totalmente restablecido ante el asombro de los médicos.

### Una señora de Cuenca
En el mes de agosto de 1993 una señora, esta vez de Cuenca, refirió a don Florentino Fernández, sacerdote e historiador de santuarios marianos, que nada más tocar el manto de la Virgen quedó sano un dedo que tenía totalmente inmóvil desde hacía muchos años.

## Fiestas, devociones y tradiciones
Ya desde antes de que produjesen los grandes y repetidos milagros, se celebraba la Natividad de la Santísima Virgen. El propio fervor popular con su asistencia masiva al santuario sin que hubiese convocatorias previas, como es de comprender de aquellas épocas, fue añadiendo otras como la de Pentecostés (cincuenta días después de la Resurrección), la del Dulce Nombre de la Virgen María que se celebraba el domingo siguiente al 8 de septiembre, la Pascua de Resurrección y la del Corpus Christi, también conocida como la del Santísimo Sacramento.
Un dato muy significativo es que el sacerdote y primer cronista e historiador del Acebo, Luis Alfonso de Carvallo, cantó su primera Misa en el año 1596 en este recién construido santuario de la Virgen del Acebo. Posteriormente pasó a ejercer su ministerio sacerdotal en Cangas, su pueblo natal, trasladándose luego a Oviedo, donde fue Rector del Colegio San Gregorio y más tarde canónigo archivero de la Catedral. Por esta razón y por haber sido testigo directo de los muchos sucesos y milagros acaecidos en el Santuario, es por lo que se tienen datos tan precisos de ellos.
En el «Libro de Fábrica», en el folio 49, ya se anotaban en el año 1739 los gastos ocasionados por las festividades de Resurrección, Pentecostés, Dominica Infraoctava de Corpus, Natividad de Ntra. Sra. y los dos días siguientes. En el mismo libro hay anotaciones de gastos del año 1755 y ya se habla de «los tres días de Jubileo de septiembre, los Tres de Pascua de Resurrección, los Tres de Pascua del Espíritu Santo y la Dominica Infraoct. del Corpus». Veinte años más tarde, en 1777 el libro menciona "Las cuatro festividades" y ya en 1896 se hace mención a la celebración tenida de «la festividad del Corpus con asistencia de 8 sacerdotes».
En la actualidad la fiesta principal es el ocho de septiembre, llamado «día de las promesas». El domingo siguiente se celebra el «día de las ofrendas», se celebra con una procesión y bendición de ganado y productos del campo y sus derivados como trigo, maíz, centeno, pan menudo, manteca, lana, dinero, terneros, etc. En el siglo XIX hubo años en que se subastaron «a voz de pregón» más de 200 corderos. Concretamente el 8 de septiembre del año 1900 se subastaron 60 carneros. También se donaban prados y fincas, mencionándose expresamente los de Castil de Moure, la viña de Sienra, el «heiro» de Mendiello y otros más.
Se mencionan a continuación las dos joyas literarias que dicen mucho de épocas primigenias.

### Libro de Fábrica
Para entender bien la significación del «Libro de Fábrica», es necesario hablar de una figura clave en el santuario: «El Visitador». El Visitador tenía como función o encargo el velar por el culto, sus necesidades materiales del santuario, revisar las cuentas, etc. Toda obra, ingreso, gasto, etc. por pequeño que fuera se reflejaba en el «Libro de Fábrica», es decir, que realmente era un «libro de cuentas». Este libro hace referencia a otros libros como «libro de censos», «libro de arriendos», «libro de rentas» y «libro de compraventas».
En el folio 1 está escrito: «En el Santuario de Nuestra Sra. del Acebo a seis días del mes de diciembre de milsetecientos veinticuatro su merced el Sr. Don José de Navia y Arango, Canónigo de la Santa Iglesia Catedral de la ciudad de Oviedo y Visitador General de este partido por nombramiento de los señores Deán y Cabildo de esta Santa Iglesia, Sede Vacante, visitó en este dicho Santuario dicha Iglesia y la custodia del Santísimo Sacramento, óleo infirmorum, Aras, Cálices, Altares y ornamentos y lo demás que visitar se debe y con toda decencia halló dichos ornamentos e iglesia.».
Con el paso del tiempo el archivo del santuario se ha ido deteriorando o perdiendo, lo cual parece lógico. Por lo que respecta al Libro de Fábrica, contiene la época comprendida desde 1723 hasta 1901.

### Libro de la Cofradía
Es un tesoro histórico si bien buena parte de él se ha perdido. Por lo que queda se puede deducir la importancia tan relevante que llegó a tener la Cofradía. El libro data de 1704 y empieza diciendo así: «Copia de la fundación de la Cofradía de Nuestra Señora del Acebo de la Santísima Resurrección de Cristo nuestro Señor, nuevamente fundada y erigida».  

#### Primera fundación de la Cofradía
De este libro aún existían algunos documentos a principios del siglo XX, que posteriormente desaparecieron. En ellos se daba noticia de la fundación de la Cofradía por autorización del Sr. Obispo de Oviedo y mediante Breve del Papa Clemente VIII dado el día 10 de abril de 1592, primero de su Pontificado. En este libro consta el «acta fundacional» que ocupa siete folios. Por medio del «Libro de la cofradía» o más bien, de lo que quedaba de él, se sabe que en el año 1618 se inscribieron 3065 cofrades, en 1670 se admitieron a 750 y al año siguiente 800. Sin embargo, y a pesar de este fervor mariano, veinticinco años más tarde la Cofradía había desaparecido.

#### Segunda fundación o refundación de la Cofradía
El acto principal de la refundación tuvo lugar en Cangas del Narcea el 23 de septiembre de 1704 aprovechando que se encontraba en esa villa el obispo Tomás Reluz. A dicho acto asistieron dieciocho hombres y diez mujeres, haciendo cabeza en la lista don Lope de Omaña, deán de Santiago de Compostela y que, además, portaba la representación del obispo don Benito de Omaña, auditor de la Santa Rota y posteriormente obispo de Jaén, y de don Bartolomé de Omaña, presidente de Nápoles. También asistió el cura de Limes, don Pedro Flórez y otras veintiséis personas más, seglares y eclesiásticas, de Asturias y de Astorga. Todos ellos decidieron fundar la Los cofrades tienen como obligación principal el rezar diariamente una Salve por la «paz y concordia entre reyes y príncipes cristianos y victoria contra infieles», así como un Avemaría por los cofrades vivos y difuntos. Por último se comprometían a entregar al mayordomo del santuario las limosnas recibidas para este fin. La devoción a la Virgen del Acebo se extiende como reguero de pólvora y en el siglo XVIII, el más floreciente de la cofradía, don Francisco Rodríguez Suárez, Archivero de la Curia Diocesana de Oviedo, ha repasado la lista en la que figuran lugar de origen y limosna que dan, cuatro reales, los ha contado y llegaban casi a los veinte mil.

#### Privilegios de los cofrades
El primer abad de la cofradía fue don Benito de Omaña, por lo que se nombró a un sustituto, cargo que recayó en don Pedro Flórez. Don Benito de Omaña obtuvo el día 29 de mayo de 1706 la agregación de la Cofradía a la Archicofradía de la Santísima Resurrección que estaba establecida en la Iglesia de Santiago de los Españoles sita en Roma. De esta forma, los cofrades podrían tener todas las gracias, indulgencias y privilegios de la Archicofradía, que son: indulgencia plenaria el día de la inscripción en la cofradía cumpliendo las condiciones establecidas por la Iglesia para ello que, entre otras, son comulgar ese día y confesar siete días antes o después del día citado para recibir la indulgencia, también por visitar el santuario de la Virgen del Acebo el día de la Resurrección del Señor y los dos siguientes y por ir a la «Oración de las Cuarenta Horas», en los días en que se celebrasen en el Santuario en honor a las cuarenta horas que permaneció Jesucristo en el sepulcro desde su muerte hasta su Resurrección. Además, indulgencias para la hora de la muerte si se invocaba con los labios o con la mente el Dulcísimo Nombre de Jesús. Igualmente tenían el privilegio de ser absueltos por cualquier sacerdote que tuviera licencias correspondientes, de todos los pecados, incluidos los reservados a la Santa Sede, dos veces en la vida y otra vez más a la hora de la muerte. Los cofrades entendieron bien que las gracias concedidas eran muy superiores a las pocas obligaciones contraídas.
El principal privilegio que tenían, y así lo consideraba toda la cofradía, era la celebración de las «Cuarenta Horas» con exposición del Santísimo Sacramento y la solemne procesión en ciertos días del año: Jueves Santo y Viernes Santo, el Domingo de Resurrección y el Domingo de infraoctava del Corpus Christi. Posteriormente, el obispo José F. del Toro añadió dos días más: Pentecostés y la Natividad de la Virgen junto con los dos días siguientes a estas festividades para la adoración de las Cuarenta Horas. El propio obispo del Toro regaló a la cofradía una excelente custodia de plata sobredorada. Hoy en día, la custodia está en el Museo de la Iglesia de Oviedo.
Respecto a la asistencia a los actos, la cofradía animaba a sus cofrades a asistir, si podían. Por otra parte se les aconsejaba que pusieran en práctica las obras de misericordia, ya que estas sí podían llevarlas a cabo en cualquier lugar donde se hallasen. Como se pedía tan poco y se daba tanto desde el punto de vista espiritual, esto arrastró a muchísimos creyentes -y a algunos que no lo eran y empezaron por esta vía- a hacerse cofrades de tal modo que, como se ha dicho, en 1713 había más de veinte mil cofrades. Una gran mayoría eran asturianos pero otros muchos eran gallegos y leoneses. También en Madrid era muy numerosa la familia cofrade del Acebo.
Una misión importante en la cofradía la tenían los «cajeros», cuyo encargo era tener cajas en sus casas para recibir limosnas para el santuario. En el año 1718 había treinta y dos y tenían que ser naturales del concejo de Cangas del Narcea. Todos los «cajeros» eran personas de confianza y virtud probada y tenían las más diferentes profesiones: confiteros, tenderos, plateros, taberneros, vidrieros, etc. Hasta hubo un tal Cristóbal Fernández, de Borracán, de profesión torero. La cofradía correspondía a estos servicios haciendo celebrar ocho misas por su alma en el santuario después de su muerte.

#### Devoción a la Santa Misa, a la Eucaristía y al Santo Rosario
Ya desde los principios de la Cofradía, especialmente en los siglos XVII y XVIII, la asistencia a la Santa Misa era multitudinaria y comulgaba tal cantidad de fieles que en el año 1694 había una urna de plata con capacidad para más de cinco mil Sagradas Formas, pues los copones de los que disponía la cofradía eran insuficientes. En ciertas ocasiones era tal la afluencia de peregrinos que deseaban comulgar que había un sacerdote, cuya única misión durante todo el día era repartir la Sagrada Comunión. Por lo que respecta a la costumbre secular de encargar Misas, no solo no fue decayendo, sino que ya en el año 1993 se recaudó un millón y medio de pesetas como estipendio para decir Misas.

#### Devoción a la Natividad de la Virgen
Antes del año 700 ya se celebraba en Roma la Natividad -nacimiento- de la Virgen María, siendo una gran solemnidad para el pueblo romano. Antes que en Roma ya se celebraba en las iglesias de Oriente. Volviendo al Acebo, cuando aún solo existía una modestísima y paupérrima ermita, también se celebraba la Natividad de Nuestra Señora y se ha seguido celebrando hasta hoy sin solución de continuidad. Un testigo manifiesta en el año 1894 lo antes citado: «En el santuario se dice Misa cantada diariamente, desde el primer domingo de mayo hasta el último domingo de octubre y no se dice antes, porque como punto alto y montañoso está cubierto de nieve la mayor parte del año».

#### Novena previa a la fiesta de la Virgen
El cronista anónimo que se ha citado antes añade: «Existe la costumbre de hacer la novena a la Virgen, y como el santuario está solo en el monte y sin casa alguna en una gran distancia, se han construido dos grandes edificios llamados casas de las novenas con habitaciones independientes, y todas con su correspondiente cocina. Estas habitaciones en número de más de 60 son espaciosas, y en cada una de ellas se colocan familias enteras... Esta novena es dirigida por el párroco del Acebo, que en esos días vive también en dicho punto en casa espaciosa e independiente».

#### La campana de la Salve
La costumbre de rezar esta oración mariana data del siglo XI y algunos historiadores la atribuyen a san Pedro de Mezonzo, obispo de Compostela. El fervor y arraigo de esta costumbre del Santuario del Acebo es tal que la campana que está situada sobre la puerta de la sacristía y que el sacerdote la toca antes de empezar el canto o rezo de la salve, es conocida como «campana de la Salve». No debe resultar extraño este fervor, ya que el rezo diario de la Salve era una de las pocas obligaciones que tenían, y tienen, los cofrades del Acebo. 
La campana de la Salve no tiene fecha grabada y solo tiene la inscripción: «JHS. MARÍA». Sin embargo, la campana grande de la torre del santuario tiene una inscripción más concreta y extensa: «JHS. María. Ioseph. Año de 1734, El Acebo». En la campana pequeña dice escuetamente: «Fábrica de Trubia 1957». Para distinguir los diferentes servicios religiosos hay tres toques muy típicos y diferenciados: «repique mayor», donde se imita el volteo de las campanas, «llamada a Misa» y «repique sencillo» de las dos campanas.

#### Una visita singular
Entre los innumerables devotos que subían a ver y a pedir su intercesión en diferentes favores pedidos, o darle gracias por los concedidos, llegó el domingo 29 de agosto de 2004 un grupo de catorce religiosas, «Dominicas de la Anunciata», cuyo fundador fue el padre Francisco Coll Guitart, sacerdote de la «Orden de los Predicadores», canonizado por el papa Juan Pablo II el once de octubre de 2009. Le dedicaron a la Virgen del Acebo, además de oraciones, unos versos entre los cuales están las dos siguientes estrofas:

Madre de Dios hermosa,
Virgen del Acebo,
no te olvides nunca
de la comunidad de Oviedo.

Recuerda que un día
con gozo te visitaron
y, postradas a tus pies,
humildes te suplicaron

## Últimos datos
Después del fallecimiento del párroco de Linares y encargado del Santuario durante veinticuatro años, don Herminio Rodríguez Roces, el santuario pasa a depender del párroco de Cangas del Narcea y de sus vicarios parroquiales o coadjutores. Estos dos acontecimientos tuvieron lugar en el mes de enero de 1985 y desde entonces no se ha modificado la situación desde el punto de vista eclesiástico.

## Alabanzas a la Virgen del Acebo
Las siguientes alabanzas en forma de cántico están muy extendidas por la zona de influencia de la devoción a la Virgen del Acebo:
| Aquí en el Acebo ¡oh Madre de Dios!, te aclama tu pueblo desde que te vio | Eres del Acebo faro y resplandor, nos brindas aliento, nos brindas amor | Curas al enfermo quitas el dolor; ofreces refugio y luz al pecador           |
| Hasta Ti venimos Reina Celestial; a Ti recurrimos Madre sin igual         | Venciendo al pecado Cristo reinará y, el odio apagado, la paz triunfará | Asturias recuerda tus dulces memorias, del Acebo la senda llena de victorias |
| Muchos de tus hijos vienen de Madrid, y sus ojos, fijos, miran hacia Ti   | El Santo Rosario mandaste rezar; este relicario queremos guardar        | Salve, Virgen del Acebo Madre singular; vida y consuelo del triste mortal    |